# Malcolm Rudolph
Malcolm Rudolph (* 4. Januar 1989) ist ein australischer Bahn- und Straßenradrennfahrer.

## Werdegang
Malcolm Rudolph wurde auf der Bahn 2006 Dritter bei der australischen Meisterschaft in der Mannschaftsverfolgung der Junioren. Im nächsten Jahr wurde er australischer Juniorenmeister im Scratch. Seit 2008 fuhr Rudolph für das australische Continental Team Ord Minnett-Triple Play, das später in Team Budget Forklifts umbenannt wurde. In seinem ersten Jahr dort gewann er eine Etappe bei der Tour of the Murray River. In der Saison 2009 war er beim Mannschaftszeitfahren der Tour de Singkarak erfolgreich. 2009 siegte er auch im Eintagesrennen Grafton to Inverell Cycle Classic.

## Erfolge
2007
- Australischer Meister – Scratch (Junioren)

2009
- Mannschaftszeitfahren Tour de Singkarak

## Teams
- 2008 (bis August) Ord Minnett-Triple Play
- 09/2008–2009 Team Budget Forklifts
- 2010–2011 Team Jayco-AIS
- 2012 Drapac Cycling